# 22596 Kathwallace
22596 Kathwallace è un asteroide della fascia principale. Scoperto nel 1998, presenta un'orbita caratterizzata da un semiasse maggiore pari a 2,4077885 UA e da un'eccentricità di 0,1849774, inclinata di 7,66704° rispetto all'eclittica.